# Trailwalker
De Trailwalker is een wereldwijd wandelevenement dat jaarlijks in tien landen op drie continenten wordt georganiseerd. Naast Hongkong, Nieuw-Zeeland, Groot-Brittannië, Australië, Canada, Japan, België en Nederland, deden Frankrijk en Duitsland in 2010 voor het eerst mee.

## Beschrijving
De eerste Trailwalker vond in 1981 plaats in Hongkong, als training voor de verbindingstroepen van de Gurkhabrigade, een onderdeel van het Britse leger. Na de stationering van de Gurkha's in 1997 in Groot-Brittannië nam Oxfam-Hongkong de organisatie van de tocht over. De Gurka’s organiseerden vanaf dat jaar de Trailwalker in Groot-Brittannië.
Tijdens het laatste weekend van augustus 2008 werd de eerste Trailwalker in België georganiseerd in de Hoge Venen met start en aankomst in Eupen. De deelnemers leggen in 30 uren een afstand af van 100 km in teams van vier personen. De teams laten zich hiervoor sponsoren ten voordele van Oxfam-solidariteit. De editie van 2010 vindt plaats op 28 en 29 augustus.
In 2009 introduceerde Oxfam Novib de Trailwalker in Nederland. De editie van 2010 vond plaats op 5 en 6 juni, wederom in natuurpark de Veluwe in de gemeente Ede. Het doel was onderwijs voor 30.000 kinderen in onder andere Oeganda. Er werd deelgenomen door 118 teams, de opbrengst was € 487774,-
Wegens afname van het aantal teams en de hoge kosten is besloten om na drie edities te stoppen met de Trailwalker in Nederland.